# Комбинат автомобильной электрики (Рула)
Народное предприятие "Комбинат автомобильной электрики (Рула) (нем. VEB Kombinat Fahrzeugelektrik Ruhla или сокращенно VEB FER) — промышленное предприятие в Германии (ГДР) выпускавшее автомобильную электрику: головные фары, противотуманные фары, фонари, указатели поворота, лампы освещения для салона автомобилей, электропроводку и пр. Продукция комбината использовалась не только в автомобилестроительной промышленности ГДР, но и экспортировалась, в том числе и в СССР.

## История

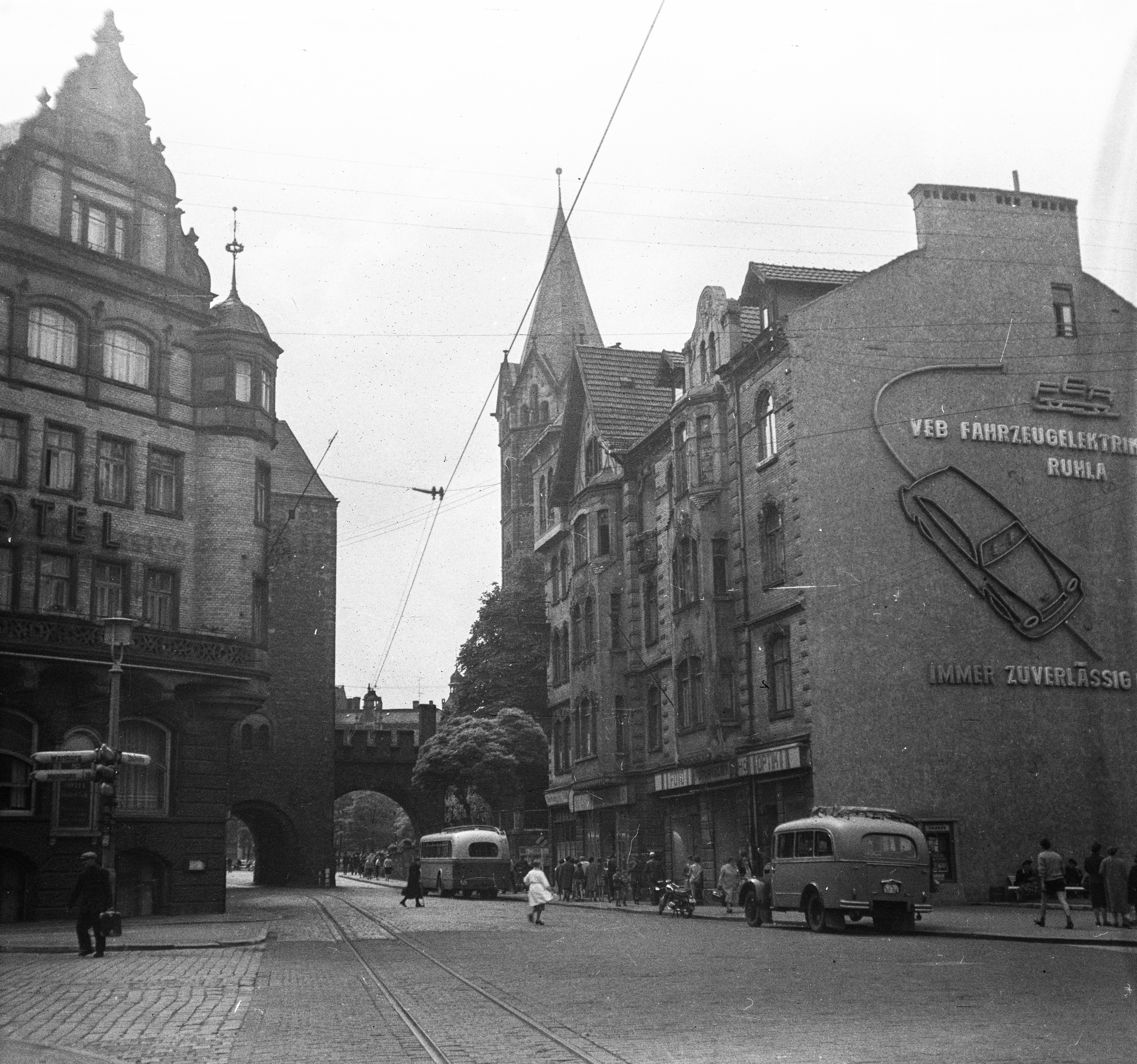
Реклама VEB FER на фасаде дома. Айзенах, ГДР. 1960 год.

В 1867 году в тюрингском городке Рула семьей Шлотауер была основана металлургическая мастерская, которая первоначально специализировалась на фурнитуре для подошв обуви, изделий из латуни. Позже мастерская Шлотауеров изготавливала газовые смесители. Развитие предприятия получившего название C. & F. Schlothauer GmbH на заре XX века, его переоснащение и расширение позволило создать в Руле крупное металлургическое предприятие. С 1900 году на предприятии началось производство электрических ламп и выключателей для них. В 20-е годы XX века предприятие начало заниматься изготовлением электрики для велосипедов, автомобилей и радиоприёмников. В годы Второй мировой войны предприятие C. & F. Schlothauer GmbH занималась военными производством, в том числе выполняя заказы для авиастроения.
После войны город Рула оказался в Советской оккупационной зоне Германии и в 1946 году был национализирован. Постепенно завод был восстановлен, продолжив изготовление электротехнических приборов для автомобилестроения вновь образованной ГДР. Фактически, с начала 50-х годов VEB Fahrzeugelektrik Ruhla становится основным поставщиком электроприборов для автомобилей восточногерманских марок Wartburg, EMW, Framo и других. В 1965 году, в связи с началом производства новейшего легкового автомобиля Wartburg 353, комбинат в Руле приступает к выпуску новой продукции - головных фар прямоугольной формы. Такие фары в те годы являются не только данью новой автомобильной моды в Европе, но символом прогресса.
В 1968 году предприятие в Руле переходит в статус комбината, то есть предприятия объединяющего в себе производство электротехники не только в Руле, но ещё и в Карл-Маркс-Штадте, Лименау, Талхейме. Спустя 10 лет к ним прибавляются ещё аккумуляторные заводы Берлина, Сема, Грёнингена, Табарца, а также завод шахтных ламп в Цвиккау. Таким образом комбинат в Руле становится крупнейшим изготовителем электротехнических приборов для транспорта в Республике.
После объединение двух Германий в 1990 году и ликвидации автомобильной промышленности ГДР и самой Республики, комбинат в Руле был остановлен. Первоначально его предполагалось продать компании Bosch. Но компании приняла решение построить новый завод в городе Вартенберге. В 1992 году комбинат был приватизирован под названием FER automobilektrik GmbH, а позже переименован в Truck-Lite Europe.

### Применение в СССР
В конце 60-х, в связи с началом производства в СССР автомобилей с фарами нового типа прямоугольной формы, производство которых в стране тогда ещё не было налажено, по каналам СЭВ комбинат в Руле начинает экспортные поставки таких фар в СССР. Первыми серийными советскими автомобилями на которые устанавливаются такие головные фары с 6 декабря 1969 года становятся модернизированные "Москвич-408ИЭ", "Москвич-412ИЭ", "Москвич-426ИЭ" "Москвич-427ИЭ" и др. Постепенно ГДРовские прямоугольные фары начинают устанавливать на некоторые другие советские автомобили. С 1973 года на Иж-2125 "Комби" и отдельные партии автомобилей Иж-2715, Москвич-412 ижевского производства. С 1976 года на микроавтобусы РАФ-2203 "Латвия" и на автобусы ЛАЗ. На экспортные модификации троллейбусов "ЗиУ" и автобусов ЛиАЗ. Также данные фары устанавливали на грузовые автомобили МАЗ семейства 6422. Однако, комбинат в Руле загружен производством в полном объеме, а в СССР начинается политика экономии, поэтому к началу 80-х на некоторых советских автомобилях от заводской установки таких фар отказываются. Фактически, единственными советскими предприятиями, кто продолжает использовать импортную ГДРовскую светотехнику практически до начала 90-х, остаются заводы РАФ и АЗЛК. Ижмаш после 1982 года использует их только для отдельных экспортных модификаций. Также в СССР для автомобилей спецслужб поставлялись проблесковые маячки производства комбината FER.

## Галерея
Ниже показаны автомобили, на которые, в разное время, устанавливались головные фары производства комбината автомобильной электрики города Рула.

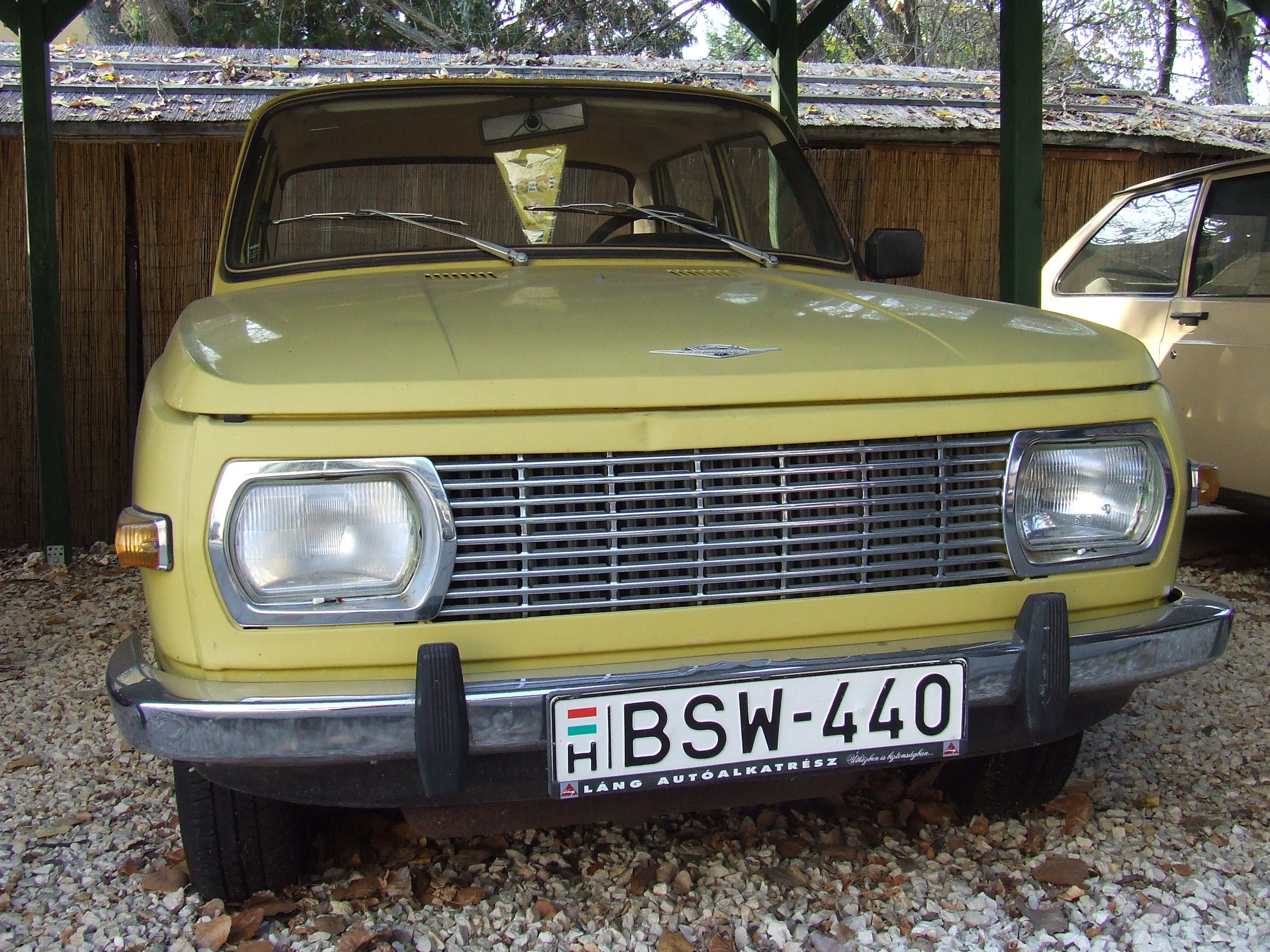
Wartburg 353
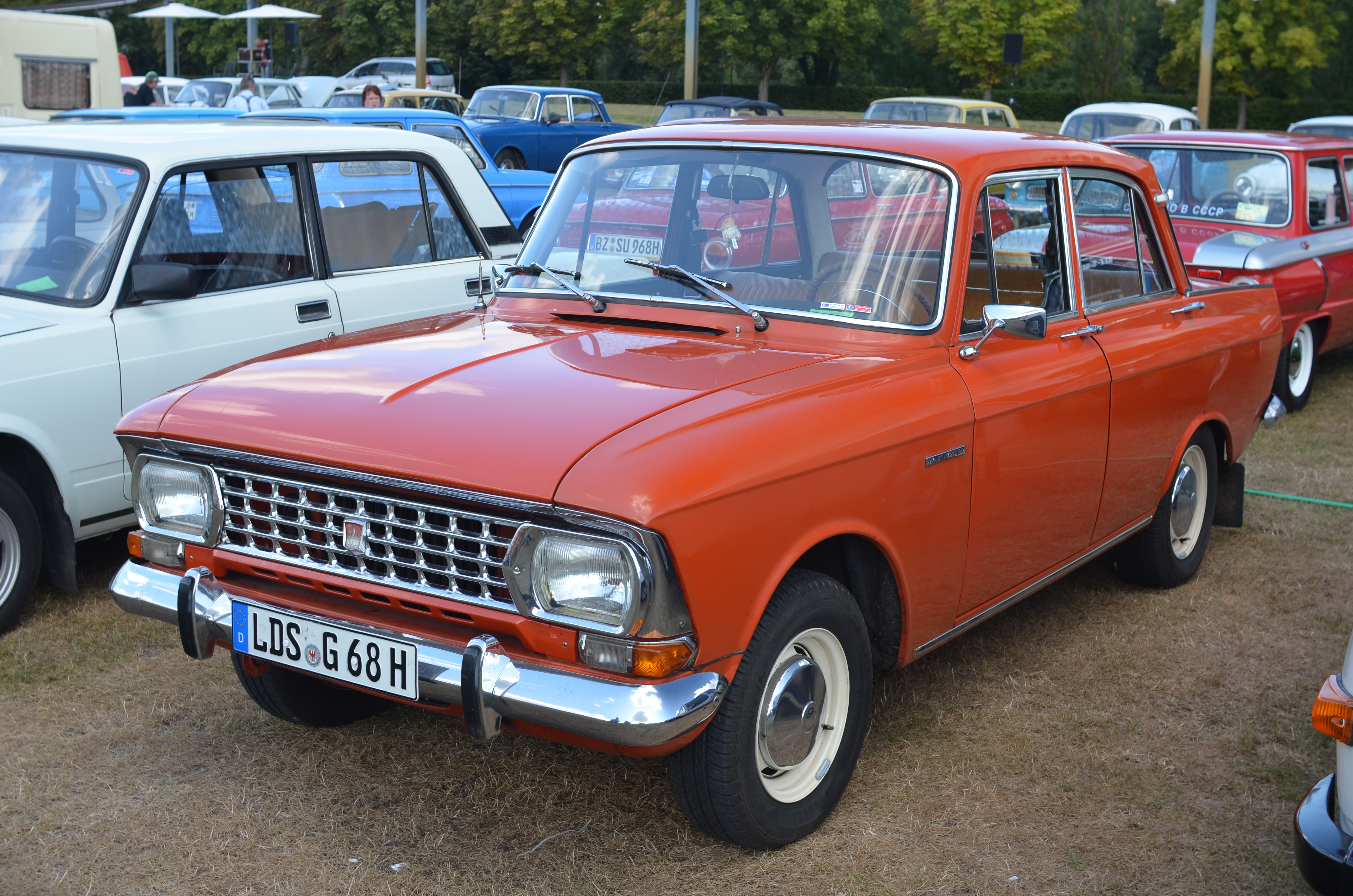
Москвич-412
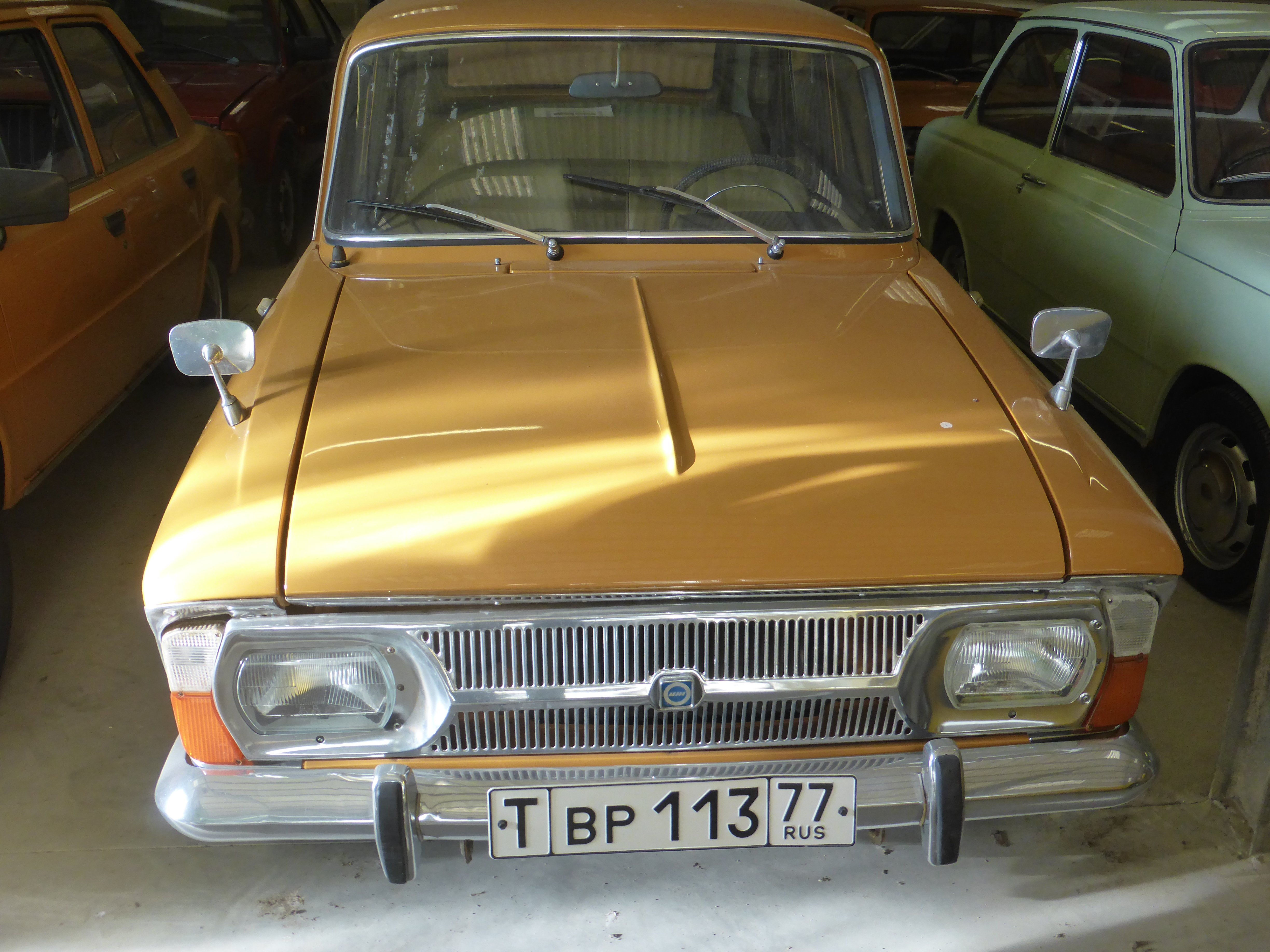
Иж-2125 "Комби"
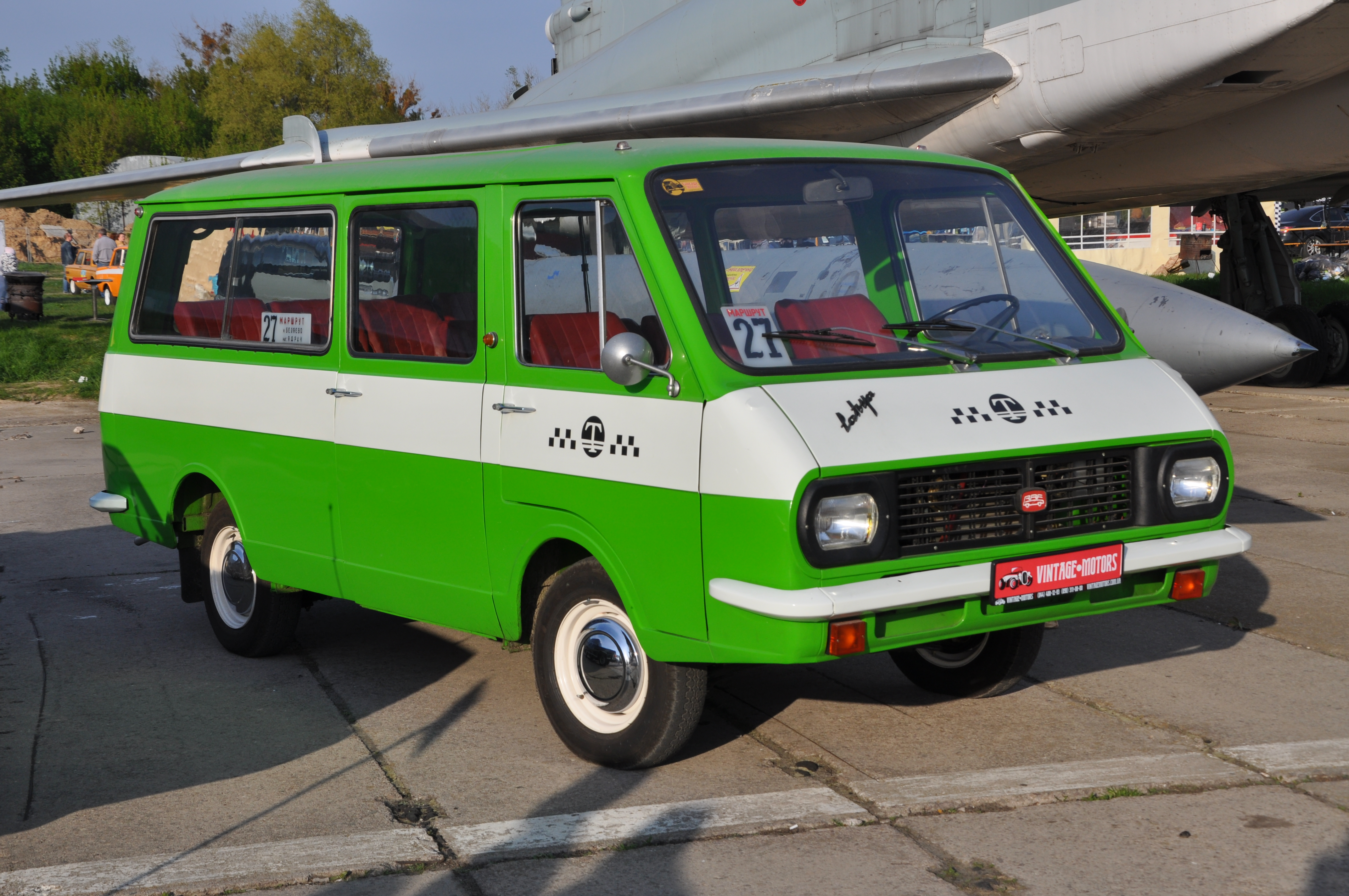
РАФ-2203 "Латвия"
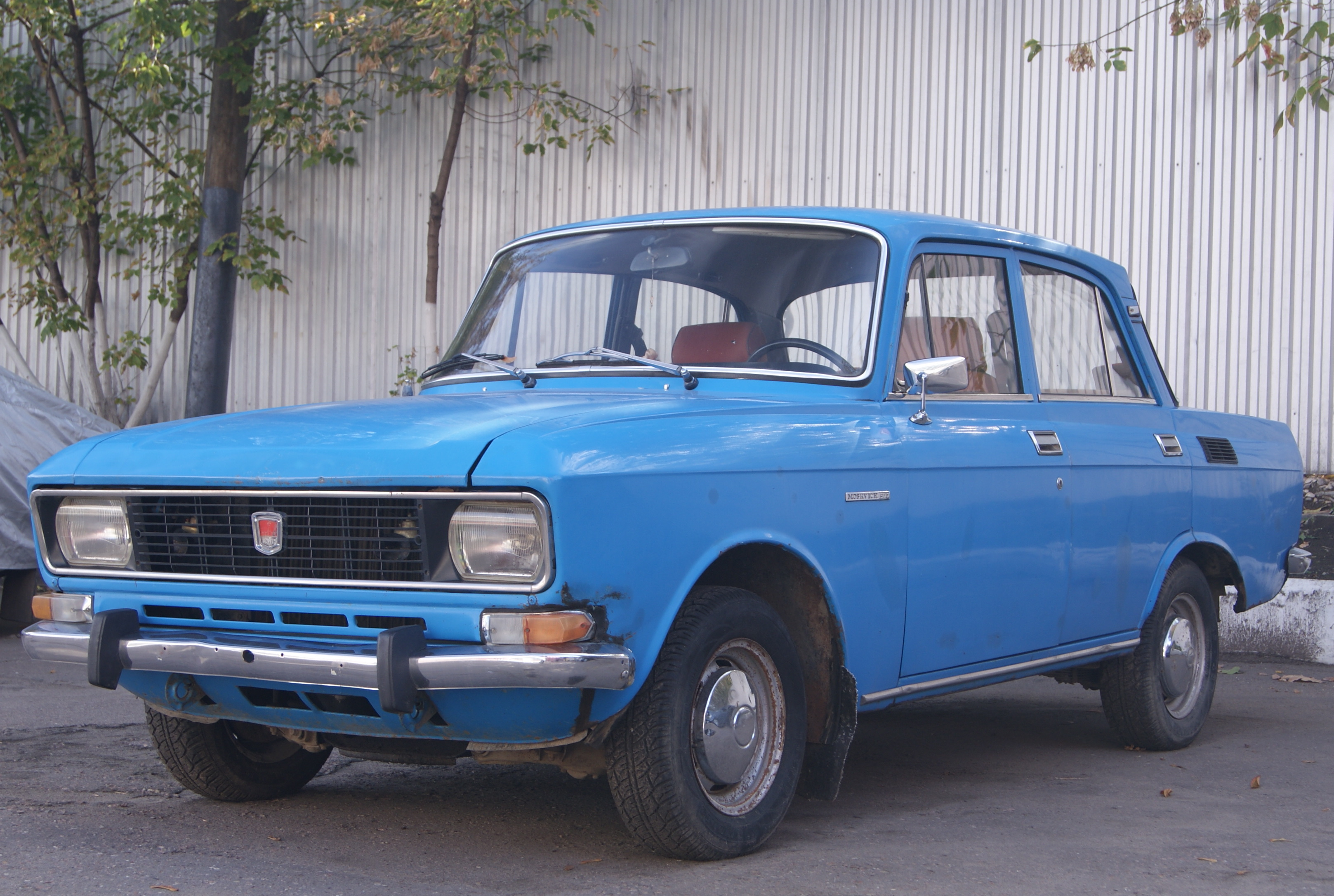
Москвич-2140
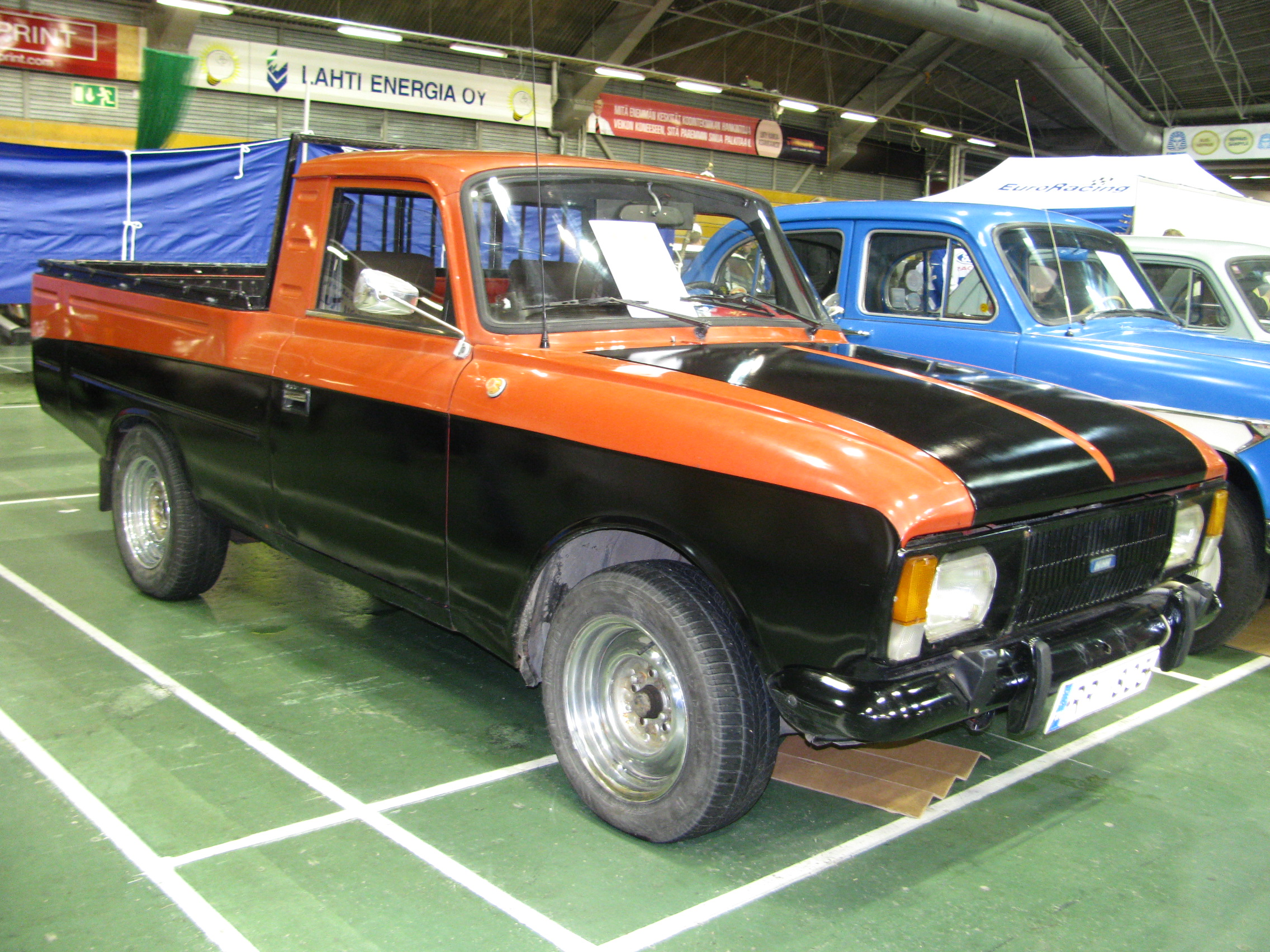
Иж-27151-013-01 (экспортный)